# Devita
Devita es una aldea de Sri Lanka ubicada en la Provincia Central.